# 웨스트밸리시티

솔트레이크 카운티 내에서의 위치

웨스트밸리시티(West Valley City)는 유타주 솔트레이크군에 위치한 도시로, 솔트레이크시티 도시권의 일부이다. 2020년 조사 기준 인구는 140,230명으로, 유타에서 솔트레이크시티 다음으로 인구가 많은 것으로 집계되었다. 이 도시는 1980년에 솔트레이크시티 도시권이 빠르게 성장함에 따라 교외에 형성된 비법인지구들을 하나의 도시로 묶으며 만들어졌다. 매버릭 센터 등이 위치해 있다.

## 인구
| 인구조사 | 인구    | Note | %±    |
| -------- | ------- | ---- | ----- |
| 1980년   | 72,299  |      | —     |
| 1990년   | 86,976  |      | 20.3% |
| 2000년   | 108,896 |      | 25.2% |
| 2010년   | 129,480 |      | 18.9% |
| 2020년   | 140,230 |      | 8.3%  |
| 출처:    |         |      |       |